# Emma de Caunes
Emma de Caunes (Parigi, 9 settembre 1976) è un'attrice francese.

## Biografia
Figlia dell'attore e regista Antoine e della designer Gaëlle Royer, è stata sposata con il cantante francese Sinclair (nome d'arte di Mathieu Blanc-Francard), che è il padre di sua figlia Nina, nata a Parigi nel 2002. Dal settembre 2011 è sposata con il fumettista Jamie Hewlett. Ha iniziato la sua carriera all'età di dieci anni per interessamento della sua madrina, Michèle Reiser, e ha ottenuto il diploma di cinematografia nel 1995.
È apparsa in diversi spot pubblicitari prima di ottenere nel 1997 il suo primo ruolo di rilievo nel film di Sylvie Verheyde Un frère. Per questa interpretazione ha vinto il Premio César per la migliore promessa femminile, il premio come migliore attrice al Parigi Film Festival ed è stata nominata come per migliore attrice per il premio Acteurs à l'écran. Nel 2002 ha vinto il Premio Romy Schneider, assegnato ogni anno a una giovane attrice emergente.

## Filmografia

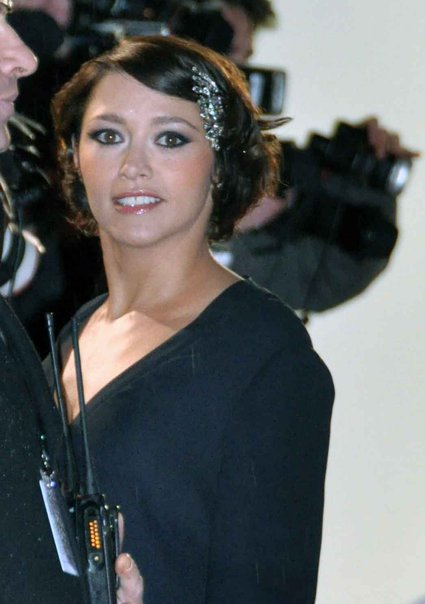
Emma de Caunes ai Premi César 2010

- Margot et le voleur d'enfants, regia di Michèle Reiser (1988)
- Liberté chérie, regia di Jean-Marc Brondolo (1996)
- Vladimir en trop, regia di Jacques-Henri Rochereuil (1996)
- Velvet 99, regia di Agnès Deygas (1996)
- L'échappée belle, regia di Étienne Dhaene (1996)
- Au bord de l'autoroute, regia di Olivier Jahan (1997)
- Un frère, regia di Sylvie Verheyde (1997)
- Beaucoup trop loin, regia di Olivier Jahan (1998)
- 3 petits points la lune, regia di Olias Barco (1998)
- La voie est libre, regia di Stéphane Clavier (1998)
- Restons groupés, regia di Jean-Paul Salomé (1998)
- Mondialito, regia di Nicolas Wadimoff (1999)
- Mille Bornes, regia di Alain Beigel (1999)
- Le Nombril de l'univers, regia di Emma de Caunes (2000)
- Fate come se non ci fossi (Faites comme si je n'étais pas là), regia di Olivier Jahan (2000)
- Sans plomb, regia di Muriel Teodori (2000)
- Princesses, regia di Sylvie Verheyde (2000)
- Gli amanti del Nilo (Les amants du Nil), regia di Eric Heumann (2002)
- Asterix & Obelix - Missione Cleopatra (Astérix & Obélix: Mission Cléopâtre), regia di Alain Chabat (2002)
- Ma mère, regia di Christophe Honoré (2004)
- Short Order, regia di Anthony Byrne (2005)
- L'arte del sogno (La Science des rêves), regia di Michel Gondry (2006)
- Giù per il tubo (Souris City), regia di David Bowers (2006) - voce
- Mr. Bean's Holiday, regia di Steve Bendelack (2007)
- L'età barbarica (L'âge des ténèbres), regia di Denys Arcand (2007)
- Lo scafandro e la farfalla (Le Scaphandre et le papillon), regia di Julian Schnabel (2007)
- Le Bruit des gens autour, regia di Diastème (2008)
- Coluche : L'Histoire d'un mec, regia di Antoine de Caunes (2008)
- La Dune, regia di Yossi Aviram (2013)
- Les Châteaux de sable, regia di Olivier Jahan (2015)
- Ransom – serie TV, episodi (2017-2019)

## Doppiatrici italiane
- Anne Marie Sanchez in Mr. Bean's Holiday
- Daniela Calò in L'età barbarica